# Изов
Изов (укр. Ізов) — село в Устилугской городской общине Владимирского района Волынской области Украины.
Население по переписи 2001 года составляет 172 человека. Почтовый индекс — 44733. Телефонный код — 3342. Занимает площадь 0,091 км².